# New Castle (Delaware)
New Castle je grad u američkoj saveznoj državi Delaver. Prema popisu stanovništva iz 2010. u njemu je živjelo 5.285 stanovnika.